# Manfred Baldus (Rechtswissenschaftler, 1935)
Manfred Baldus (* 7. März 1935 in Haan) ist ein deutscher Kirchenrechtler und Richter.

## Leben
Baldus studierte Rechtswissenschaft an der Universität zu Köln. Dort wurde er mit der Dissertation Die philosophisch-theologischen Hochschulen in der Bundesrepublik Deutschland. Geschichte und gegenwärtiger Rechtsstatus vom 28. Februar 1964 zum Dr. iur. promoviert. Anschließend war er ab 1965 Wissenschaftlicher Mitarbeiter am Institut für Kirchenrecht der Kölner Universität.
Baldus wurde 1977 zum Vorsitzenden Richter am Landgericht Köln ernannt. In diesem Amt blieb er bis zu seiner Pensionierung 2000. 1980 erhielt er zudem einen Lehrauftrag an der Universität Osnabrück, 1981 einen solchen an der Universität zu Köln. An letzterer wurde er 1989 zum Honorarprofessor ernannt. Er ist an der Universität Köln am Institut für Kirchenrecht tätig. 
Baldus beschäftigt sich neben dem Kirchenrecht auch mit dem Bildungsrecht und dem Schulrecht, insbesondere mit dem Recht der Schulen und Hochschulen in kirchlicher Trägerschaft.

## Werke (Auswahl)
Manfred Baldus gibt mit Stefan Muckel die Reihe Entscheidungen in Kirchensachen seit 1946 im Verlag de Gruyter heraus.
- Die philosophisch-theologischen Hochschulen in der Bundesrepublik Deutschland: Geschichte und gegenwärtiger Rechtsstatus, Neue Kölner rechtswissenschaftliche Abhandlungen, Heft 38, de Gruyter, Berlin 1965.
- Freiräume der Schulen in freier Trägerschaft, Adamas, Köln 1998, ISBN 978-3-925746-50-5.
- Katholische freie Schulen im staatlichen und kirchlichen Recht, Adamas, Köln 2001, ISBN 978-3-925746-55-0.
- Haan und Gruiten in der katholischen Kirchengeschichte seit der Reformation, Bergischer Geschichtsverein, Haan 2013.
- 70 Jahre Institut für Kirchenrecht und rheinische Kirchenrechtsgeschichte der Universität Köln 1931–2001, Vortrag, gehalten in Köln 2001.